# El Ogla (El Oued)
Pour les articles homonymes, voir El Ogla (Tébessa).
El Ogla est une commune de la wilaya d'El Oued en Algérie.

## Géographie

### Situation
Le territoire de la commune d'El Ogla est situé au centre de la wilaya.
| Robbah              | Nakhla      | Nakhla      |
| Robbah              | El Ogla     | Nakhla      |
| Robbah, Douar El Ma | Douar El Ma | Douar El Ma |

### Localités de la commune
La commune d'El Ogla est composée de trois localités :
- El Ogla, qui constitue le centre urbain principal ;
- El Aguila, situé à 3 km du centre ;
- Sendrous.